# O'zbekiston形電気機関車
O'zbekiston形電気機関車とは、ウズベキスタン鉄道で使用に供されている電気機関車の車種のひとつである。

## 概要
この形式の機関車は、中国の株洲電力機車とドイツのシーメンスが共同で製造したものであり、第一期の納入数量は12両である。そのうちシーメンスは主電動機である交流誘導電動機、主水冷インバータ、SIBAS32制御システムなどの動力装置を担当した。2002年6月、ウズベキスタン鉄道は株洲電力機車との、電気機関車12両の購入契約に調印した。この機関車はタシュケントとサマルカンドとの間の鉄道路線で、客車および貨物列車を牽引するために用いられ、一部の旧ソ連製の老朽化した機関車を代替する。これらの機関車は中国が最初に同国外に輸出する交流駆動の機関車であり、1両目の機関車は2003年11月に工場を出場し、残る11両とともに2004年までにウズベキスタンに輸送された。
2008年6月、ウズベキスタンの関係部署はさらに15両の電気機関車を株洲電力機車から購入する契約を結んだ。

## 主要諸元[1]
- 最高速度 : 120km/h
- 連続定格出力 : 6000kW
- 電源方式 : 50Hz, 25000V
- 軸配置 : Bo-Bo-Bo
- 自重 : 138t
- 軸重 : 23t
- 軌間 : 1520mm
- 起動牽引力 : 450kN
- 連続牽引力 : 410kN
- 回生制動力 : 285kN
- 動輪周制動力 : 5400kW

## 参考資料
1. ↑  Electric  Locomotive  For Uzbekistan, 中国南車グループ （英語）